# كيث سلاتر
كيث سلاتر (بالإنجليزية: Keith Slater)‏ هو قسيس أسترالي، ولد في 1949.